# Dikrómsav
A dikrómsav egy szabad állapotban nem elkülöníthető, csak oldatban létező erős kétértékű sav, képlete H2Cr2O7. Sói a dikromátok. A krómsavnál erősebb sav, és ahhoz hasonlóan erős oxidálószer.
Akkor keletkezik, ha vízben vagy krómsavoldatban króm-trioxidot oldunk.
[Cr2O7]2− + 2H+ ⇌ H2Cr2O7 ⇌ H2CrO4 + CrO3
2 [HCrO4]− ⇌ [Cr2O7]2− + H2O